# Amphinomida
Amphinomida – rząd wieloszczetów z podgromady wolno żyjących (Errantia).

## Opis
Prostomium wyraźne. Przynajmniej jeden czułek z mięsistym wyroślem (ang. caruncle). Gardziel z umięśnioną, tarkowatą, wywróconą poduszką brzuszną. Szczęk brak. Parapodia wyraźne z rozgałęzionymi skrzelami na co najmniej niektórych uszczecinionych segmentach (setigers).
Gatunki morskie. Posiadają kłujące szczecinki z kanałami wydzielającymi toksyczne substancje.

## Systematyka
Obecnie zalicza się tu 2 rodziny:
- Amphinomidae Savigny in Lamarck, 1818
- Euphrosinidae Williams, 1851